# Grip!
『Grip!』（グリップ!）は、Every Little Thingの23枚目のシングル。2003年3月12日にavex traxから発売された。

## 解説
前作『UNTITLED 4 ballads』から約3か月でのシングルで、2003年のシングル第1弾。
前後の作品ではCCCDが採用されていたが本作ではCD EXTRA仕様になっており、期間限定特設サイト（2003年4月30日まで）、Windowsのみエイベックスの音楽配信サービス「@MUSIC」（現・mu-moミュージック）のサイトにアクセスできるコンテンツが収録されている。
ジャケットのデザインは、青空の下の草原で持田が自転車に乗って走っている様子を収めたもの。

## 収録曲
| 全作詞: 持田香織。 |                             |           |           |                              |      |
| #                  | タイトル                    | 作詞      | 作曲      | 編曲                         | 時間 |
| 1.                 | 「Grip!」                   | 持田香織  | 原一博    | HΛL                          | 4:49 |
| 2.                 | 「ゆらゆら」                | 持田香織  | 多胡邦夫  | 大谷靖夫、中尾昌文、伊藤一朗 | 3:50 |
| 3.                 | 「Grip! (Instrumental)」    | 持田香織  | 原一博    | HΛL                          | 4:48 |
| 4.                 | 「ゆらゆら (Instrumental)」 | 持田香織  | 多胡邦夫  | 大谷靖夫、中尾昌文、伊藤一朗 | 3:51 |
| 合計時間:          | 合計時間:                   | 合計時間: | 合計時間: | 17:18                        |      |

### 解説
1. Grip!
読売テレビ・日本テレビ系列アニメ『犬夜叉』オープニングテーマ。
TVアニメに流れているものはシングルバージョンとはボーカルとミックスが若干異なっている。
2. ゆらゆら
映画『犬夜叉 鏡の中の夢幻城』主題歌。
Every Little Thing名義のアルバムには未収録であるが、アニメ『犬夜叉』の主題歌集である『BEST OF INUYASHA 百花繚乱 -犬夜叉 テーマ全集-』と『犬夜叉 ベストソング ヒストリー』の2作でのみ「Grip!」と共に収録されている。

## 楽曲の収録アルバム
Grip!
- 『Many Pieces』
- 『Every Best Single 2』
- 『Every Best Single 〜COMPLETE〜』
- 『Every Best Single 2 〜MORE COMPLETE〜』
- 『Every Best Single 2 〜middLe period〜』

## 韓国語バージョン
「Grip!」は、タイアップ先のアニメ「犬夜叉」の韓国版4期主題歌として韓国語バージョンが制作された。歌唱は、歌手・女優のソ・ヒョンジンが担当した。